# Anschelika Alexejewna Krylowa
Anschelika Alexejewna Krylowa (russisch Анжелика Алексеевна Крылова; * 4. Juli 1973 in Moskau) ist eine ehemalige russische Eiskunstläuferin, die im Eistanz startete.
Ihr erster Partner, mit dem sie international in Erscheinung trat, war Wladimir Fjodorow. An seiner Seite gewann sie bei der Weltmeisterschaft 1993 die Bronzemedaille. Die Olympischen Spiele 1994 beendeten sie als amtierende russische Meister auf dem sechsten Platz. Bei der Weltmeisterschaft 1994 musste das Paar wegen eines gebrochenen Handgelenks Krylowas zurückziehen. Im gleichen Jahr entschied sie sich auf Anraten ihrer Trainerin Natalja Linitschuk, mit Oleg Owsjannikow, einem der letzten Schüler Ljudmila Pachomowas, zu laufen. Das Paar trainierte in Newark, New Jersey, USA.
Krylowa und Owsjannikow wurden auf Anhieb russische Meister. Bei ihrem Debüt bei Europameisterschaften gewannen sie die Bronzemedaille und bei ihrem Weltmeisterschaftsdebüt belegten sie den fünften Platz.
Bei den Europameisterschaften 1996, 1997 und 1998, den Weltmeisterschaften 1996 und 1997 und den Olympischen Spielen gewannen Krylowa und Owsjannikow stets die Silbermedaille hinter ihren Landsleuten Oxana Grischtschuk und Jewgeni Platow. Nach deren Rücktritt gewannen sie bei der Weltmeisterschaft 1998 in Minneapolis ihren ersten Titel. 1999 wurden sie in Prag Europameister und verteidigten in Helsinki ihren Weltmeisterschaftstitel. Es waren ihre letzten Wettbewerbe, da Ärzte in der Vorbereitung auf die neue Saison Krylowa zum Karriereende rieten, da sie aufgrund seit 1995 bestehender Rückenprobleme Gefahr lief, Lähmungen davonzutragen. Krylowa riet Owsjannikow seine Karriere mit einer anderen Läuferin fortzusetzen, was er allerdings ablehnte. Nach einem Jahr Pause liefen beide bis 2004 zusammen bei den Profis.
Anschelika Krylowa arbeitet seit einigen Jahren zusammen mit Pasquale Camerlengo als Choreografin. Krylowa und Camerlengo sind verheiratet und haben zwei Kinder.

## Ergebnisse

### Eistanz
(bis einschließlich 1994 mit Wladimir Fjodorow, danach mit Oleg Owsjannikow)
| Wettbewerb / Jahr           | 1992 | 1993 | 1994 | 1995 | 1996 | 1997 | 1998 | 1999 |
| --------------------------- | ---- | ---- | ---- | ---- | ---- | ---- | ---- | ---- |
| Olympische Winterspiele     |      |      | 6.   |      |      |      | 2.   |      |
| Weltmeisterschaften         |      | 3.   | Z    | 5.   | 2.   | 2.   | 1.   | 1.   |
| Europameisterschaften       |      | 4.   | 6.   | 3.   | 2.   | 2.   | 2.   | 1.   |
| Sowjetische Meisterschaften | 2.   |      |      |      |      |      |      |      |
| Russische Meisterschaften   |      | 3.   | 1.   | 1.   | 2.   |      | 1.   | 1.   |

Z = Zurückgezogen